# Joëlle Rabu
Pour les articles homonymes, voir Rabu.
Joëlle Rabu, née le 6 avril 1958 à Winnipeg (Manitoba), est une chanteuse canadienne bilingue (anglais-français). Elle a aussi chanté en espéranto. 

## Biographie
Ses parents bretons ont émigré au Canada. Elle a grandi à Courtenay sur l'île de Vancouver, et bien qu'elle ait beaucoup voyagé et vécu ailleurs plusieurs années, elle considère cette île comme sa patrie. Elle quitte la Colombie-Britannique à l'âge de 16 ans et a visité plus de 30 pays en 3 ans. 
Après ces années de voyage et de travail dans des restaurants, elle commence une carrière de compositeur-interprète en 1983 avec une comédie musicale sur la vie de Édith Piaf (Piaf, her Songs, her Loves, Piaf, ses chansons, ses amours) au City Stage ("Scène de la Ville") à Vancouver.
Un an après, elle rencontre un succès national, donnant ce premier spectacle plus de 500 fois, et récompensée par le prix Jessie qui lui est attribué deux fois. Elle est ensuite la vedette d'une dizaine d'autres comédies musicales  (Cabaret, Irma la Douce, Goodnight Disgrace, Don Messer's Jubilee, Lies & Legends, The musical History of Harry Chapin, Rats, Hot Flashes, Murder on the Nile et Anything Goes). 
En 1985, elle entame une tournée avec un spectacle bilingue intitulé "Joëlle Rabu en Concert" composé de chansons composées avec des musiciens de son groupe. Puis elle a chanté en Chine, en Angleterre, en Europe orientale, au Canada en Afrique et aux États-Unis. 
En 1985, lors du passage du baritone bulgare Veselin Damjanov elle est convaincue de la nécessité d'apprendre l'espéranto pour présenter son répertoire au monde. Elle présentera alors son spectacle aux congrès mondiaux d’espéranto à Pékin en 1986 et à Varsovie en 1987. C'est à cette occasion qu'elle sort un album « Passport » trilingue (anglais, français, espéranto). 
En 1990, elle écrit et présente un nouveau spectacle "Tonight ... Piaf", drame musical bilingue qui retrace le récital que la chanteuse française donna à New-York en 1961. 
En 1994, avec le compositeur et musicien J. Douglas Dodd, elle présente "Symphonie en Son et Lumière: Réflexions du Canada". Cette symphonie rend hommage au patrimoine canadien avec des histoires racontées en forme de lettres, journaux intimes et conversations de Canadiens fictifs. Pendant plus de 5 ans, les spectateurs sur la colline du Parlement à Ottawa ont entendu la voix de Joëlle Rabu, accompagnée de l'orchestre symphonique de Vancouver et une chorale de 120 voix.

## Atmosphère
Le répertoire de Joëlle Rabu reflète les combats des canadiens. Son enfance à Winnipeg et à Courtenay, ses parents bretons, et ses voyages à travers le monde lui ont fait ressentir la diversité culturelle du Canada. Bilingue et biculturelle elle s'exprime aussi aisément en français qu'en anglais. Elle a aussi étudié l'allemand, la langue des signes et l'espéranto. 
Ses chansons évoquent la Bretagne de ses ancêtres, l'Espagne, l'Europe orientale et parfois des thèmes plus intimes.  